# Illa d'Avall
L'Illa d'Avall és una porció de terreny d'unes vint-i-cinc hectàrees d'extensió a la plana d'inundació del riu Ter al seu pas pel municipi de Jafre (Baix Empordà). Antigament era una illa fluvial que actualment forma un meandre a la riba esquerra del riu. La seva àrea ha rebut l'interès de les autoritats comunitàries i altres entitats locals a través de la dotació econòmica derivada d'un projecte Life més extens que abasta trams propers del curs del baix Ter com l'Illa de la Pilastra de Bescanó, Les Deveses de Salt, l'Illa del Ter a Pedret (Girona). El projecte Life fou finançat amb la meitat de les aportacions procedents de la UE (programa Life i xarxa Natura 2000, completant-se amb percentatges variables procedents del Consorci Alba-Ter, Fundació la Caixa, la Diputació de Girona i els ajuntaments de Girona, Salt i Bescanó. Aquest projecte preveia la recuperació dels hàbitats riparis i l'ordenació dels accessos per a evitar la degradació de l'hàbitat.
Aquestes actuacions es van dur a terme entre les 2010 i el 2013, que en el cas de l'Illa d'Avall inclogué la repoblació amb espècies autòctones (verns, salzes i freixes) a partir de plançons obtinguts de la flora veïna i la retirada d'espècies al·lòctones (Robinia pseudoacacia, Arundo donax, Bambusa sp., Ailanthus altissima, Acer negundo, Ligustrum japonicum o Parthenocissus quinquefolia), fet criticat per l'associació Gent del Ter per considerar que tot i no ser autòctones aquestes plantes han establert un cert equilibri en l'ecosistema i que les actuacions podrien ser perjudicials pertorbant llocs de cria d'aus, a més moltes d'aquestes espècies estan establertes aigües amunt i que el riu tornaria a dur llavors. Així mateix també consideraven contraproduent la delimitació de llocs de pas, ja que creien que una major freqüentació conduiria també a una degradació de l'espai.
L'incendi forestal produït al novembre del 2013 que afectà els municipis de Vilopriu, Colomers, Jafre i Foixà també afectà l'Illa d'Avall i cremà superfícies replantades.